# Walter Norman Haworth
Walter Norman Haworth (Chorley, Lancashire, 19 de marzo de 1883 – Barnt Green, Worcestershire, 19 de marzo de 1950) fue un químico y profesor universitario británico galardonado con el Premio Nobel de Química del año 1937, por sus trabajos sobre los hidratos de carbono y la vitamina C. Compartió el premio con el químico suizo Paul Karrer.

## Biografía
Decidió asistir a la universidad y estudiar química después de trabajar durante algún tiempo en la factoría de linóleo de su padre y en contra de la voluntad de sus padres. En 1903 entró en la Universidad de Mánchester, donde se graduó con honores en 1906. Tras tres años de trabajo de investigación, obtuvo una beca y acudió a la Universidad de Göttingen, donde se doctoró en 1910. Un DSc de la Universidad de Mánchester le siguió en 1911, después de lo cual sirvió un corto tiempo en el Imperial College of Science and Technology como Demostrador Superior en Química.
En 1912, Haworth se convirtió en profesor en el United College de la Universidad de Saint Andrews en Escocia y se interesó en la química de los carbohidratos, que estaba siendo investigada en St Andrews por Thomas Purdie (1843-1916) y James Irvine (1877-1952). Haworth comenzó su trabajo en azúcares simples en 1915 y desarrolló un nuevo método para la preparación de los éteres metílicos de azúcares utilizando metilsulfato y álcali (ahora llamado metilación de Haworth). Luego comenzó a estudiar las características estructurales de los disacáridos. Haworth organizó los laboratorios de la Universidad de St. Andrews para la producción de productos químicos y medicamentos para el gobierno británico durante la Primera Guerra Mundial (1914-1918).
Entre 1920 y 1925 fue lector de química en la Universidad de Saint Andrews y entre 1920 y 1925, profesor de química orgánica en la Universidad de Durham. Dirigió, a partir de 1925, el departamento de química de la Universidad de Birmingham.
Entre 1944 y 1946 fue presidente de la Sociedad Británica de Química, y vicepresidente de la Royal Society de Londres entre 1947 y 1948.
En 1947 fue nombrado caballero del Imperio británico (sir) por el rey Jorge VI del Reino Unido por sus investigaciones acerca de la obtención de energía atómica.
Murió repentinamente de un ataque al corazón el 19 de marzo de 1950, día en que cumplía 67 años.

## Investigaciones científicas
Sus primeras investigaciones trataron sobre la estructura de los terpenos, consiguiendo sintetizar el silvestreno en 1912. A partir de 1915 comenzó a investigar la estructura de los hidratos de carbono de los polisacáridos. En 1933 consiguió determinar la estructura química de la vitamina C, denominando ácido ascórbico al producto sintético que identificó con esta vitamina. Su principal obra fue, "La Constitución de los Azúcares" (1929).
En 1933, en colaboración con el entonces subdirector de investigación Edmund Hirst y un equipo dirigido por el estudiante de posdoctorado Maurice Stacey (quien en 1956 ascendió a la misma cátedra Mason), tras haber deducido correctamente la estructura correcta y la naturaleza óptico-isomérica de la vitamina C, Haworth informó sobre la síntesis de la vitamina. Haworth había recibido su muestra de referencia inicial de "vitamina C hidrosoluble" o "ácido hexurónico" (el nombre anterior del compuesto extraído de productos naturales) del fisiólogo húngaro Albert Szent-Györgyi, quien había co-descubierto sus propiedades vitamínicas junto con Charles Glen King, y más recientemente había descubierto que podía extraerse a granel del pimentón húngaro. En honor a las propiedades antiescorbúticas del compuesto, Haworth y Szent-Györgyi propusieron el nuevo nombre de "ácido ascórbico" para la molécula, con ácido L-ascórbico como su nombre químico formal. Durante la Segunda Guerra Mundial, fue miembro del Comité MAUD, que supervisó la investigación sobre el proyecto británico de la bomba atómica.

## Premios y reconocimientos
En 1937 fue galardonado con el premio Nobel de Química, compartido con Paul Karrer, "por sus investigaciones sobre los hidratos de carbono y la vitamina C".
Haworth es conmemorado en la Universidad de Birmingham en el Edificio Haworth, que alberga la mayor parte de la Escuela de Química de la Universidad de Birmingham. La Escuela cuenta con una Cátedra Haworth de Química, ocupada por el profesor Nigel Simpkins desde 2007 hasta su jubilación en 2017, y por el profesor Neil Champness Archivado el 30 de junio de 2021 en la Wayback Machine desde 2021.
En 1977, el Royal Mail emitió un sello de correos (uno de una serie de cuatro) con el logro de Haworth en la síntesis de la vitamina C y su premio Nobel.
En 1937 fue galardonado con el premio Nobel de Química, compartido con Paul Karrer, "por sus investigaciones sobre los hidratos de carbono y la vitamina C".

## Eponimia
- El cráter lunar Haworth lleva este nombre en su memoria.[8]